# Avertin de Tours
Pour l’article homonyme, voir Saint-Avertin.
Avertin (°? - † 1180 ou 1189), nom francisé d'Aberdeen, dit aussi parfois saint Livertin ou saint Ibertin, était un ermite venu de Grande-Bretagne, ami de Thomas Becket.
Il est reconnu comme saint par l'Église catholique, et célébré le 5 mai.

## Histoire et tradition
Selon la légende, Avertin serait né au XIIe siècle en Grande-Bretagne, de parents nobles et très religieux.
Avertin fut ermite à Tours, en France, avant d’être ordonné diacre par Thomas Becket, qu’il accompagna au concile de Tours, en 1163.
Après le martyre de Thomas Becket en 1170, Avertin reprit une vie érémitique en Touraine, puis serait devenu curé de Vençay (aujourd'hui Saint-Avertin) où il serait mort et enterré en 1180 ou 1189.

## Culte
La popularité du culte à saint Avertin se développe du XVe au XVIIIe siècle dans l'Ouest de la France et en Bretagne.
Saint Avertin, connu aussi sous le nom de saint Iverzin, est honoré surtout dans le Finistère, à l'église Saint-Mathieu de Morlaix (la statue est désormais au musée départemental breton de Quimper), à l'église Saint-Mélaine de Morlaix, à Plouezoc'h (dans une chapelle disparue), à Plestin-les-Grèves, à Kergloff où il est connu localement sous le nom de saint Libertin), mais aussi dans les Côtes-d'Armor, à Trédaniel et à Coëtmieux, et en Maine-et-Loire, à Luigné par exemple. Il est  célébré le 5 mai.

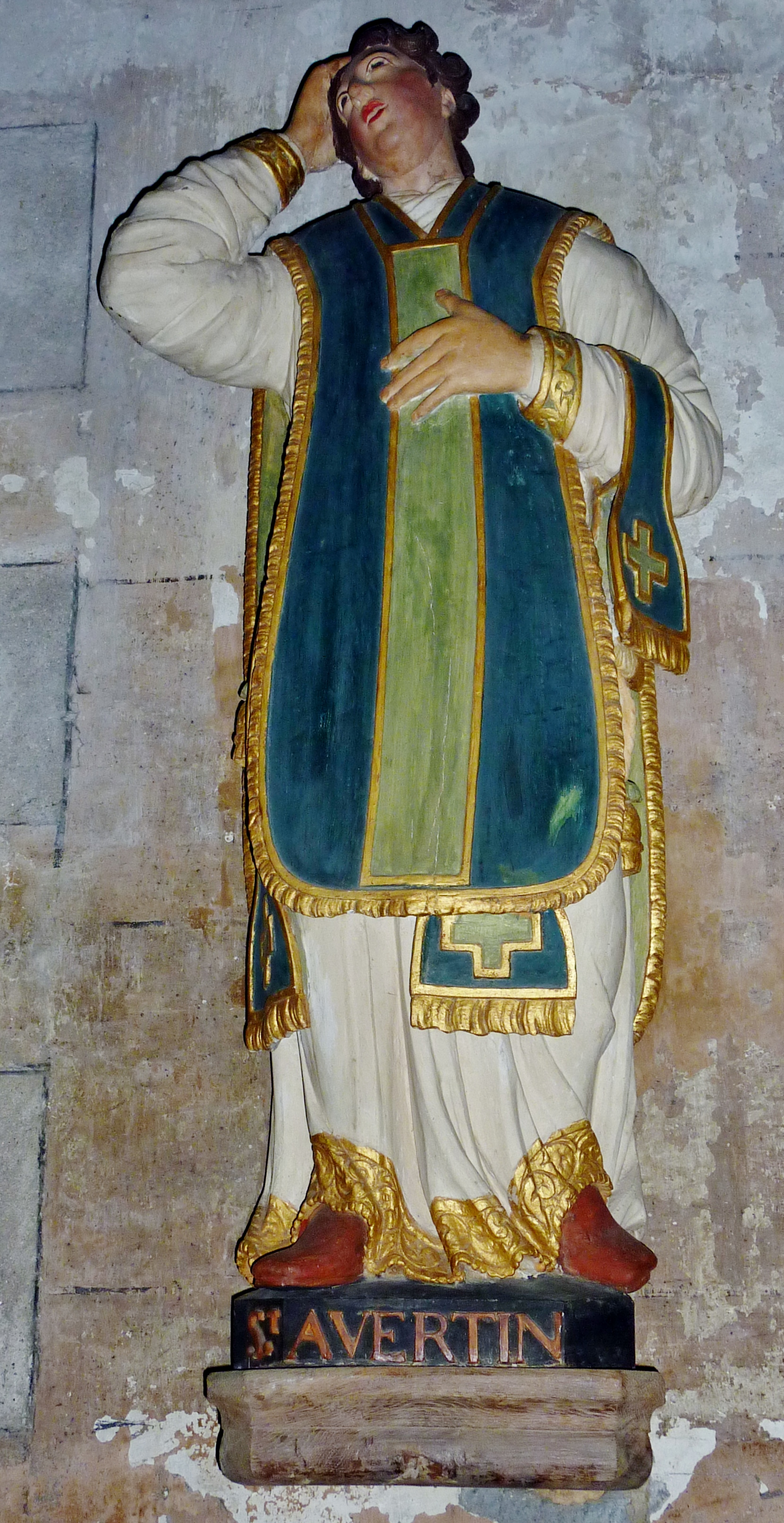
Statue en l'église Saint-Mélaine de Morlaix.
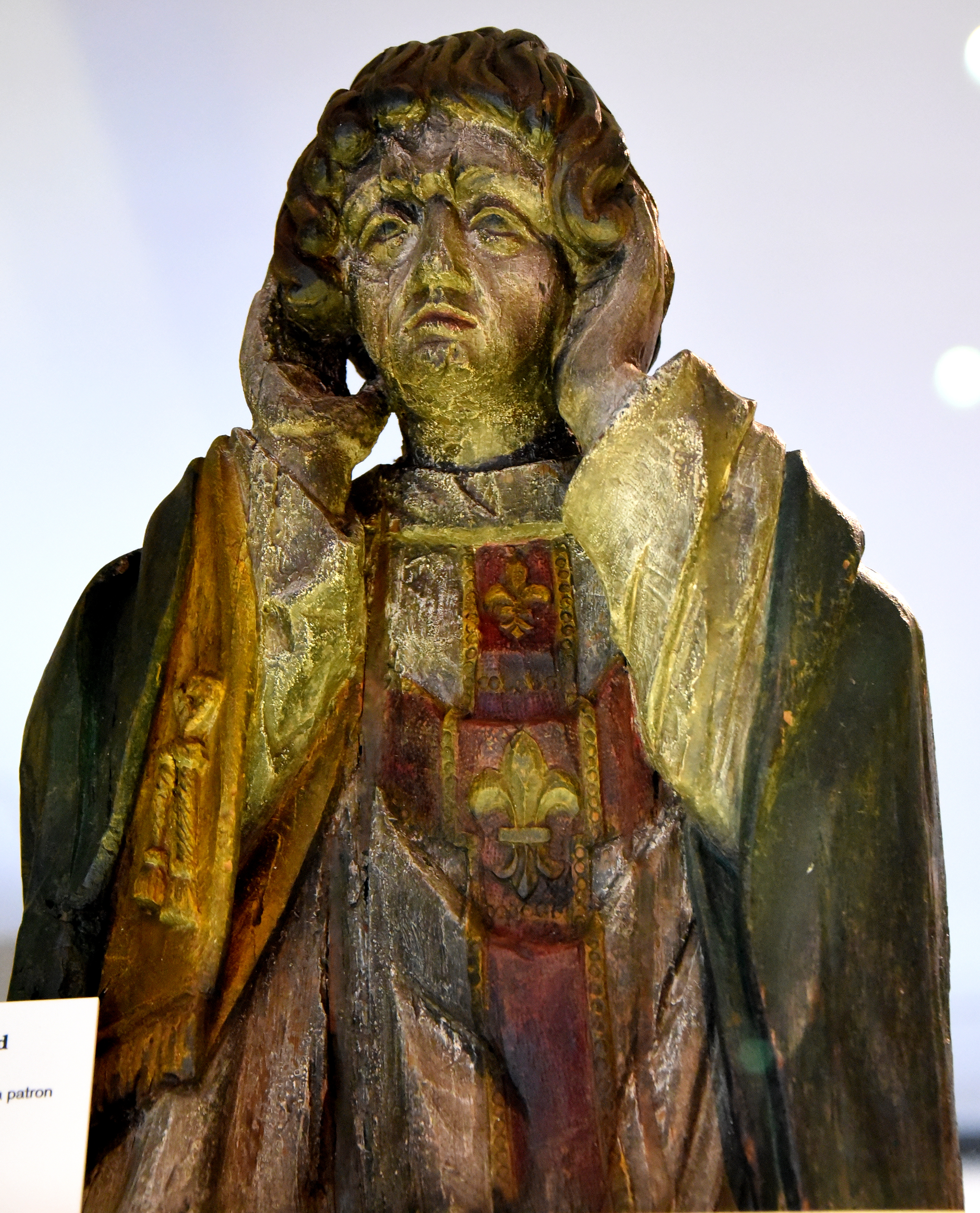
Statue de saint Livertin en bois sculpté et peint, France (1500-1750), Wellcome Collection, Londres.

Le saint était souvent invoqué pour les maux de tête, mais parfois aussi contre la dysenterie.
La commune de Vençay, où la légende le fait mourir, prend le nom de Saint-Avertin au XIVe siècle.